# Marion (Dacota do Sul)
Marion é uma cidade localizada no estado norte-americano de Dakota do Sul, no Condado de Turner.

## Demografia
Segundo o censo norte-americano de 2000, a sua população era de 892 habitantes.
Em 2006, foi estimada uma população de 836, um decréscimo de 56 (-6.3%).

## Geografia
De acordo com o United States Census Bureau tem uma área de
2,2 km², dos quais 2,2 km² cobertos por terra e 0,0 km² cobertos por água.

## Localidades na vizinhança
O diagrama seguinte representa as localidades num raio de 20 km ao redor de Marion.